# ほの国号
ほの国号（ほのくにごう）とは、豊鉄バスと共同運行会社が使用する都市間高速バス路線の愛称である。その名称は東三河の旧名「穂国」から取られている。本稿では、前身となった伊良湖ライナー号（いらごらいなーごう）についても取り扱う。

## 運行会社
- 豊鉄バス（豊橋営業所） - 新宿豊橋線の夜行便および豊橋京都線を担当。2007年10月1日に豊橋鉄道から移管。
- 関東バス（丸山営業所） - 新宿豊橋線のみ担当。2009年11月1日にケイビーバスから移管。
- ジェイアール東海バス（新居町営業所→静岡営業所） - 伊良湖ライナー号のみ担当していた。
- ジェイアールバス関東（東京支店） - 伊良湖ライナー号のみ担当していたが、早期に撤退した。

## 新宿豊橋線
後述する伊良湖ライナー号の廃止後、首都圏へ廉価で乗り換えなく直行するニーズに応えるため、2006年8月1日に共同運行会社やルートを変更した路線。路線愛称は新宿・豊橋エクスプレスほの国号（しんじゅくとよはしエクスプレスほのくにごう）である。首都圏と愛知県豊川市・豊橋市・田原市を結ぶ。

### 歴史
- 2006年（平成18年）8月1日 - 新宿・豊橋エクスプレスほの国号が運行開始。
- 2008年（平成20年）2月1日 - 上り練馬行に降車用の渋谷マークシティ停留所を新設、また同月中の運賃が片道3,500円となる割引キャンペーンを実施。
- 2012年（平成24年）7月1日 - 運行経路のうち、三ヶ日JCT - 御殿場JCT間について東名高速道路経由から新東名高速道路経由に変更。
- 2016年（平成28年）4月4日 - バスタ新宿（新宿高速バスターミナル）乗り入れに伴うダイヤ改正を実施[1]。
- 2020年（令和2年）
  - 4月6日 - 新型コロナウイルス感染拡大の影響により、この日の出発便より12月27日（田原・豊橋発は翌28日）の出発便まで運休[2][3]。
  - 12月28日 - この日の出発便（田原・豊橋発は翌29日）より2021年1月2日（田原・豊橋発は翌3日）の出発便まで運行再開[4][5]。
- 2021年（令和3年）
  - 1月3日 - この日の出発便（田原・豊橋発は翌4日）より同年4月21日（田原・豊橋発は翌22日）の出発便まで運休[4][5]。
  - 4月22日 - この日の出発便（田原・豊橋発は翌23日）より運行再開[6][7]。なお、新宿発は同日より5月8日まで、田原・豊橋発は翌23日より5月9日までそれぞれ毎日運行[6][7]。5月13日以降は新宿発が木曜・金曜・土曜のみ、田原・豊橋発が金曜・土曜・日曜のみの運行となる[6][7]。
  - 7月21日 - この日の出発便より毎日運行となる[8]。
- 2022年（令和4年）
  - 2月6日 - この日の出発便より一部便運休[9]。また、3月1日以降は新宿発が木曜・金曜のみ、田原・豊橋発が金曜・土曜のみの運行となる[9]。
  - 7月14日 - この日の出発便より毎日運行となる[10]。なお、9月6日以降は週末に限定した運行となる[11]。
- 2023年（令和5年）
  - 5月19日 - この日より関東バス単独で昼行便の運行を開始[12]。
  - 12月1日 - この日より昼行便が運休[13][14]。
- 2025年（令和7年）4月1日 - この日の出発便より、全便3列独立シート車となる[15]。

### 運行経路

#### 夜行便
練馬駅北口（6番のりば） - 中野駅（JRガード下6番のりば） - バスタ新宿（新宿南口）（C7のりば、1号車のみ）・新宿駅西口（27番のりば、続行便のみ）- 渋谷マークシティ（上り練馬行降車のみ） - （首都高速道路・新東名高速道路・東名高速道路） - 本野原（豊川IC直近）- 豊川駅前（1番のりば） - 豊川市役所前 - 心道教前（名鉄諏訪町駅近く） - 豊橋駅前（東口2番のりば） - 藤沢町（ロワジールホテル豊橋前）- 植田車庫前 - 田原駅前（2番のりば）
- 首都圏・愛知県、各地区内のみの利用はできない。
- 豊鉄バスと関東バスによって隔日で交互に運行されている。豊鉄バスは豊橋営業所、関東バスは丸山営業所が担当する。
- 途中休憩は三河田原行が足柄SAと浜松SA、練馬駅行が掛川PAと足柄SAで実施する。

#### 昼行便
新宿駅西口（12番のりば）- 渋谷マークシティ（上り新宿行降車のみ） - （首都高速道路・新東名高速道路・東名高速道路） - 豊川駅前 - 豊橋駅前 - 植田車庫前
- 関東バス単独で週末のみ運行[12]。
- 途中休憩は往復とも足柄SAと掛川PAで実施[16]。

### 車両
現在は3列独立シートの28人乗り、床下トイレ・仮眠室付き車両が充当されているが、2025年3月31日出発便まではハイデッカー・4列シートの40人乗り、トイレ付き車両を使用していた。毛布・スリッパ・おしぼりなどのアメニティあり。なお、車両後方の8～10列目は女性専用席であるが、この席はインターネット予約には割り当てられていないため電話予約にて希望を伝える必要がある。
豊鉄バスは廃止された伊良湖ライナー号の車両をほの国号に転用したものを使用していたが、2013年2月23日より新車両での運行に切り替えた。また、2016年2月24日より導入された車両には、大型のヘッドレストが装備された座席が設定され、全席にコンセントが設置された。なお撤退車両は同年7月にデビューした「山の湊号」に転用された。
昼行便は関東バスの2階建て車両（バンホール・アストロメガまたは三菱ふそう・エアロキング）が充当されていた。

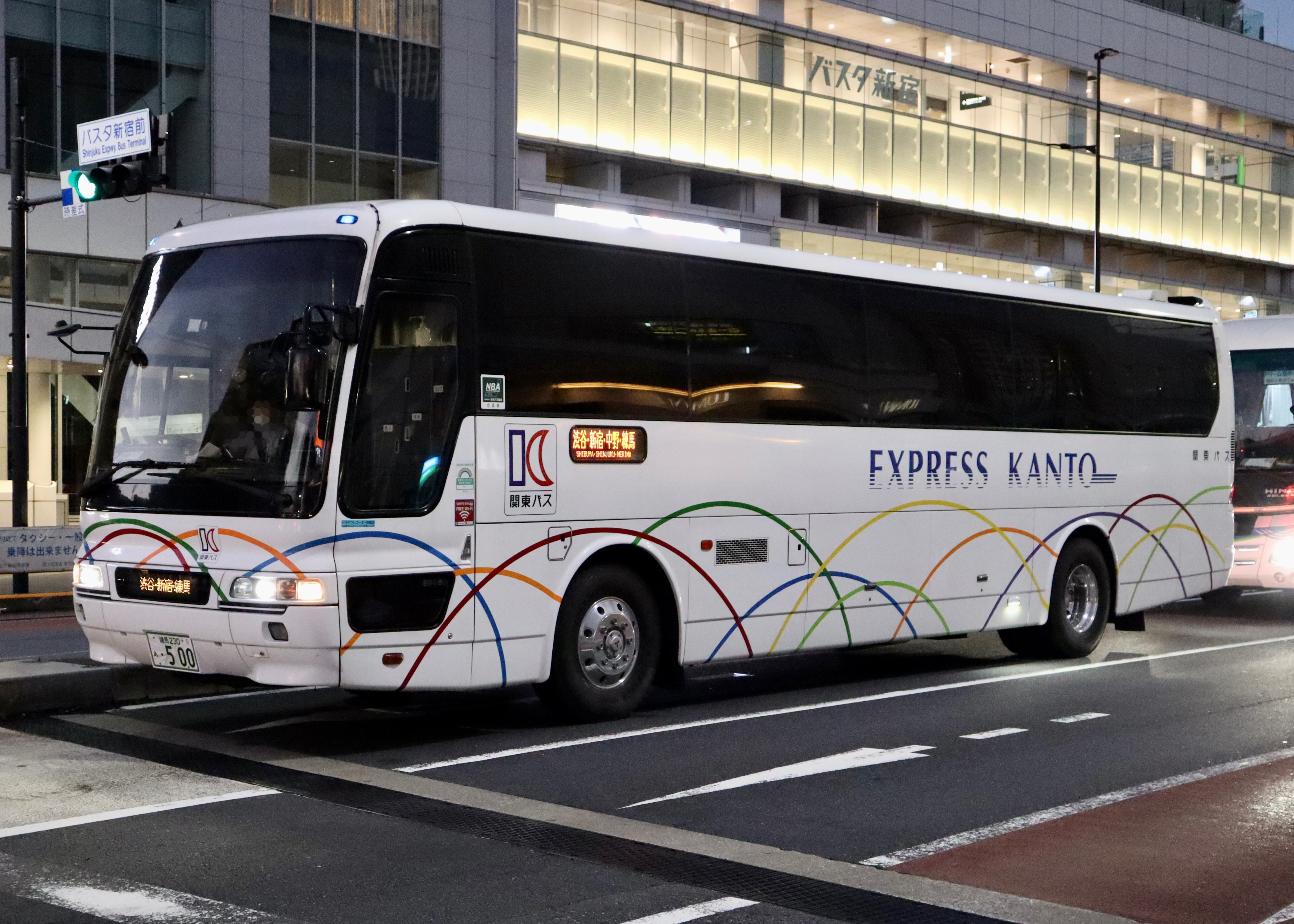
新宿豊橋線専用4列シート車（関東バス）
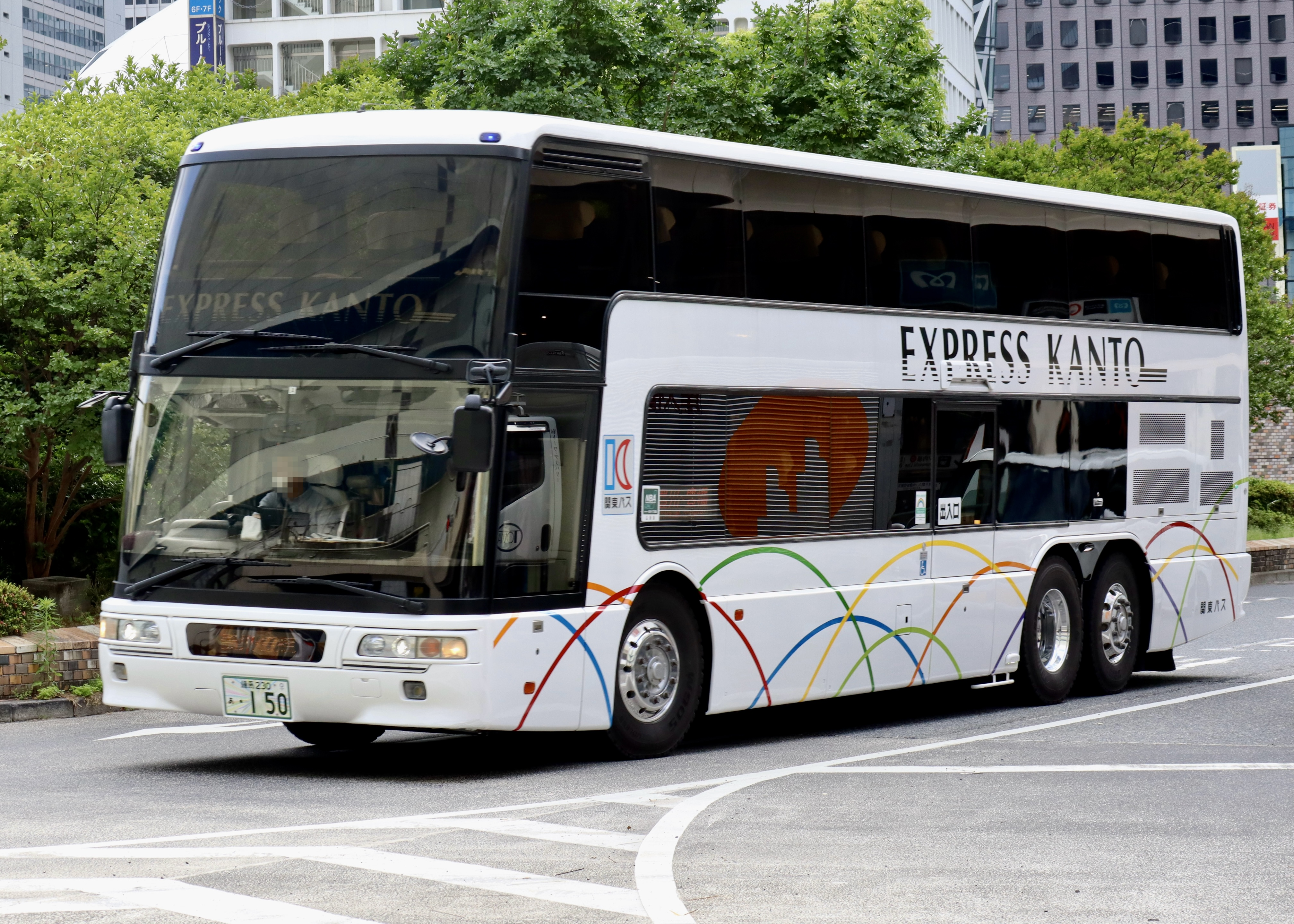
昼行便に使用されたダブルデッカー車（関東バス）
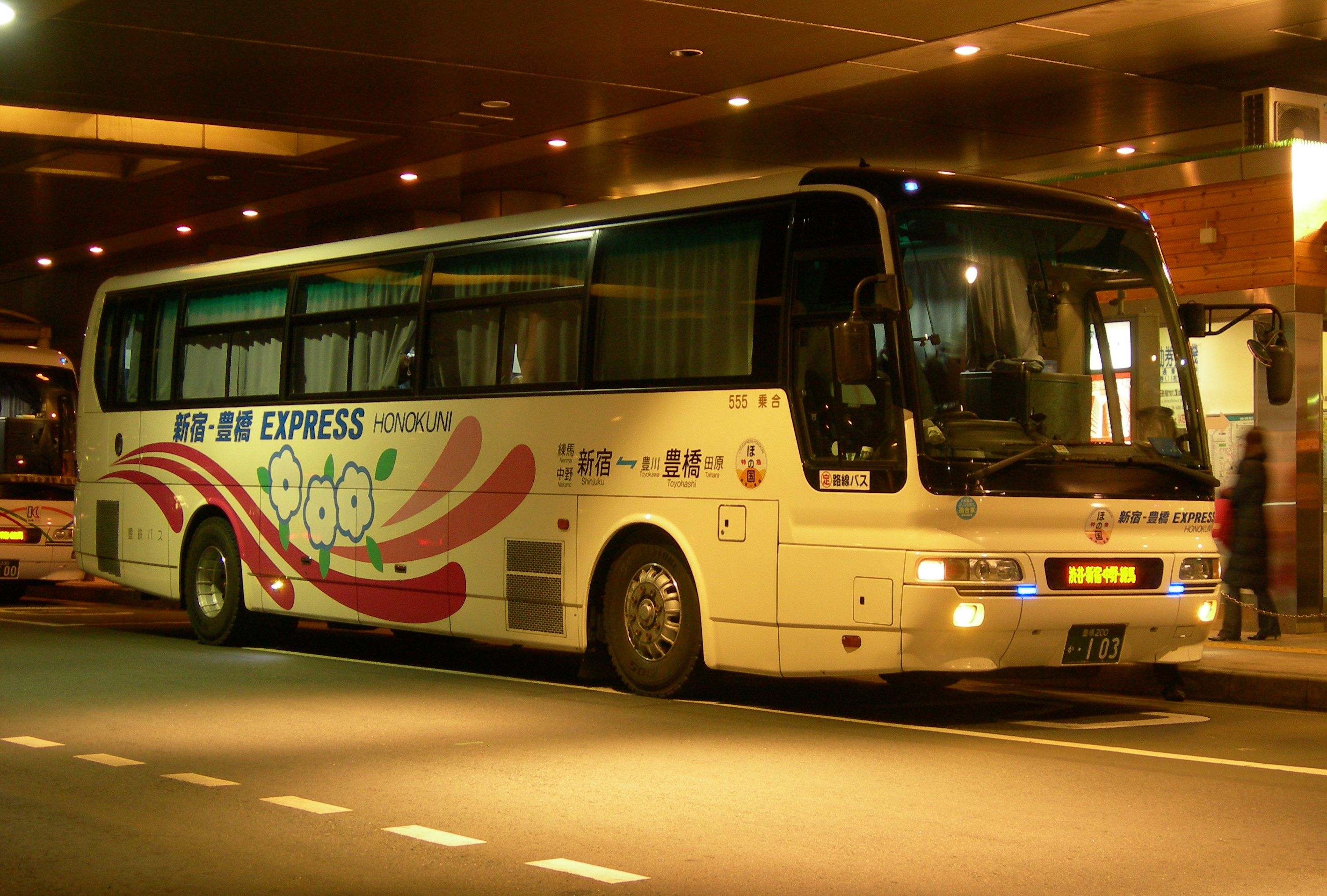
新宿豊橋線（豊鉄バス）旧車両、山の湊号に転用の後廃車となった。
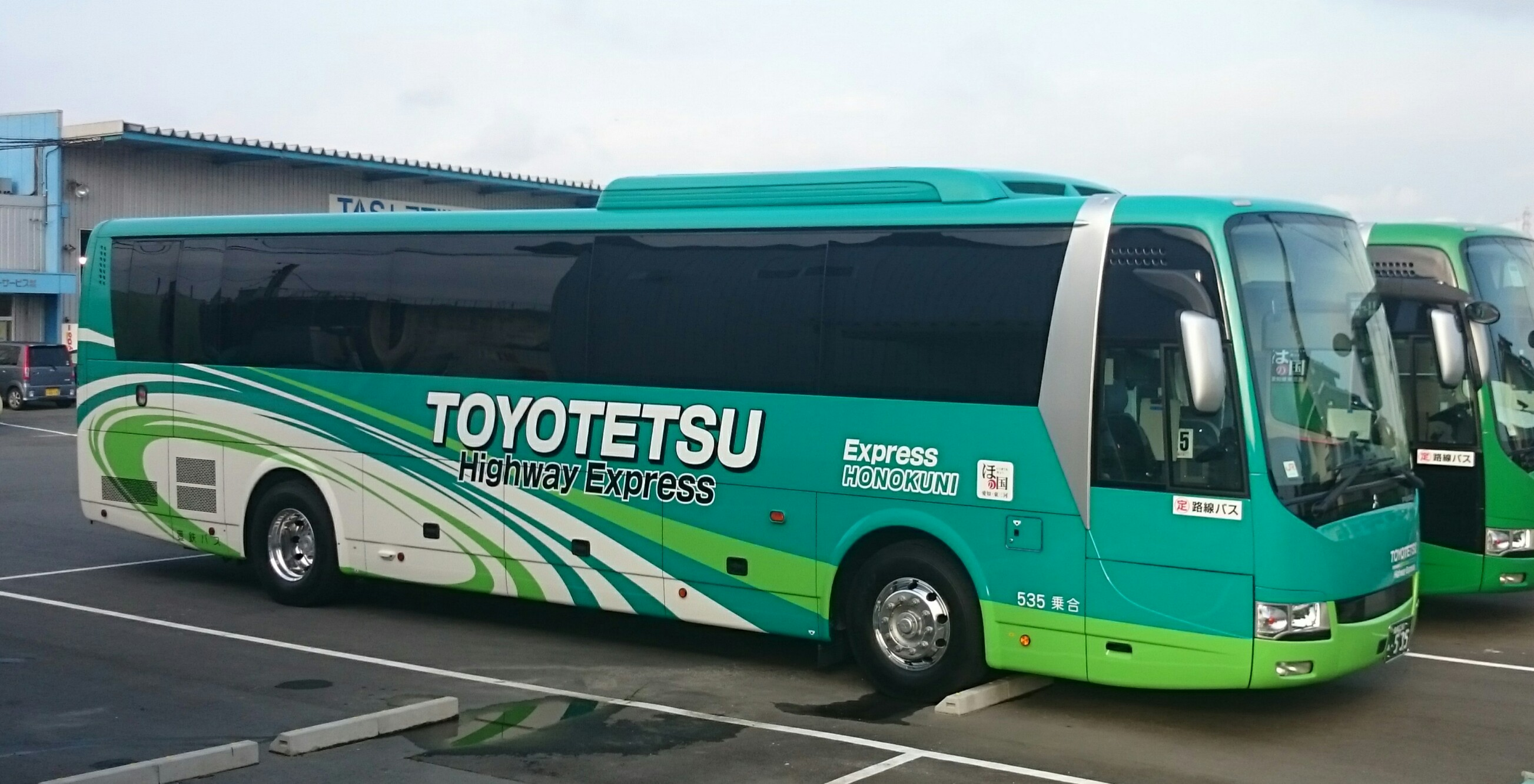
新宿豊橋線（豊鉄バス）
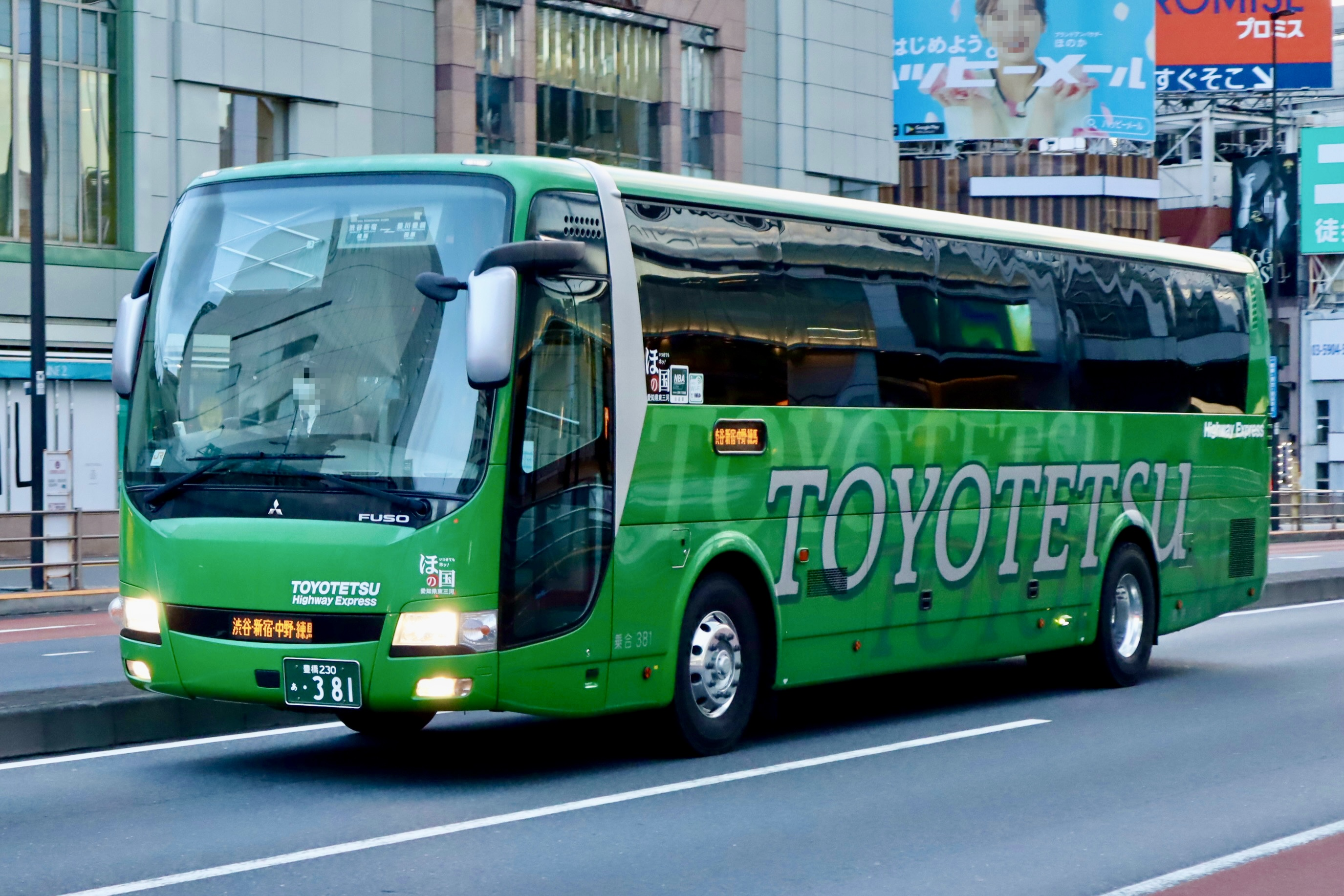
新宿豊橋線（豊鉄バス）

## 豊橋京都線
2010年7月に運行を開始し、愛知県豊橋市と京都府京都市を結ぶ。全席予約制で、豊鉄バスにより昼行便1日1往復が運行されている。
東名豊川・東名本宿では、東名名神直通バスが2006年12月15日に廃止されて以来の京都方面便である。なお、2013年3月1日から2021年11月30日までは同じく京都深草を経由する京阪神昼特急静岡号も東名豊川・東名本宿に停車していた。また、2024年9月1日からは同じく京都駅八条口を発着とする京都イーライナーが東名豊川・東名音羽にも停車を開始している。

### 歴史
- 2010年（平成22年）7月1日 - 運行開始。
- 2011年（平成23年）11月1日 - 無料の自転車車載サービスを開始（1便で最大5台）。
- 2020年（令和2年）4月 - 新型コロナウイルス感染拡大の影響により、翌年7月21日まで運休[2]。
- 2021年（令和3年）7月22日 - 運行再開[19]。あわせて長島温泉への停車を開始し、京都深草は通過となる。
- 2022年（令和4年）
  - 2月1日 - 新型コロナウイルス感染拡大の影響により、4月22日まで運休。
  - 4月23日 - 運行再開[20]。
  - 9月12日 - この日より金・土・日・祝日のみの運行となる[21]。
  - 10月24日 - この日より全便運休[22]。
- 2024年（令和6年）
  - 1月8日 - 運行再開[23]。
  - 5月13日 - この日より全便運休[24]。
  - 7月20日 - 運行再開[25]。

### 運行経路
植田車庫前 - 豊橋駅前（東口1番のりば） - （愛知県道400号豊橋豊川線） - 豊川駅東口 - 東名豊川 - 東名音羽 - 東名本宿 - （東名高速道路・伊勢湾岸自動車道） - 長島温泉 - （伊勢湾岸自動車道・東名阪自動車道・新名神高速道路・名神高速道路） - 京都駅八条口（G2のりば）
- クローズドドアを採用している。植田車庫前 - 東名本宿の区間内のみ、および長島温泉⇔京都駅八条口のみの利用はできない。
- 豊鉄バスの単独運行で、豊橋営業所が担当する。
- 休憩地は往復とも刈谷PAと甲南PAで実施する。
- 長島温泉はデマンド制をとっており、予約がある場合のみ停車する。

### 車両
三菱ふそう・エアロエースを使用。かつては三菱ふそう・エアロバスを使用しており、「三河の手筒花火」がラッピングされている本路線専用車両であった。ちなみにこの専用車両は、本路線以前は豊橋 - 中部国際空港線（2010年3月で運行休止）で使用されていた。

## 伊良湖ライナー号
伊良湖ライナー号（いらごライナーごう）はかつて東京都と愛知県渥美町を結んでいた高速バス路線。路線名は「伊良湖東京線」だった。豊川市から渥美半島までの広い地域をカバーしていたほか、下り夜行便は伊良湖岬から伊勢湾フェリーへ乗り継いで伊勢志摩方面に向かう需要があった。
1990年春季よりジェイアールバス関東・ジェイアール東海バス・豊橋鉄道による共同運行を開始し、夜行は2台・昼行は1台運行となっていた。しかし、ジェイアールバス関東は乗務員不足のため比較的早期に運行から撤退し、その後は愛知県側の2社による運行（夜行・昼行各1台体制）となった。なお、豊橋鉄道では当時、豊橋駅と伊良湖岬を結ぶ特急便「伊良湖ライナー号」（豊鉄バス伊良湖本線）も運行していたため、この路線との区別から高速伊良湖ライナー（伊良湖東京線）と呼称していた。
開業当初こそ乗車率もまずまずだったが、昼行便は午前から昼にかけての時間帯を移動に費やされるダイヤ設定となっていたことなどから徐々に利用不振となって採算割れの結果、2001年に廃止となった。
2001年以降は、運行に使用する車両の所属に関わらず、静岡以東をジェイアール東海バスが、静岡以西を豊橋鉄道の乗務員が担当していたが、JRバスとそれ以外の事業者との間で乗務員の乗り継ぎによる完全ワンマン運行を実現したのはこの路線が初めてであり、後にびわこドリーム号（西日本ジェイアールバス・西武観光バス）など他社の高速バスでも導入される事例があった。この方式は運行時間に比して乗務員の拘束時間を削減する効果があり運行コスト低減策として有効であった一方、乗務員運用が硬直化することから続行便設定の際は足かせとなる欠点もあった。2003年には運賃も値下げしたものの、2006年1月に運行を廃止した。

### 歴史
- 1990年（平成2年）3月18日 - 運行開始[26]。
- 1993年（平成5年）2月28日 - この日をもってJRバス関東が運行から撤退。
- 2001年（平成13年）1月15日 - この日をもって昼行便の運行を取り止め、夜行便のみの運行となる。JR東海バスの担当営業所は新居町営業所（後の静岡貸切営業所、現在は閉鎖）から静岡営業所（現在の静岡支店）に変更となる。なお、昼行便の東京発最終便では、JR東海バス新居町営業所乗務員の手製による謝恩サボが取り付けられた。
- 2003年（平成15年）3月1日 - 運用車両を4列シート車に変更するとともに運賃を値下げ。新たに東名豊川に停車。
- 2006年（平成18年）1月14日 - この日の運行をもって廃止。

### 運行経路
東京駅八重洲南口 - （首都高速道路・東名高速道路） - 東名豊川 - 稲荷公園前 - 心道教前 - 豊橋駅前 - 植田車庫前 - 田原駅前 - 保美 - 伊良湖ガーデンホテル - 伊良湖岬
運用は、各社ごとに担当号車まで固定されていた。
- 豊橋鉄道 - 運行当初は下り夜行便1号車および上り昼行便を、JRバス関東の撤退後は下り夜行便1号車および上り昼行便を、昼行便廃止後は隔日での運行をそれぞれ担当した。
- ジェイアール東海バス
  - 新居町営業所 - 運行当初は下り夜行便2号車・上り夜行便2号車を、JRバス関東の撤退後は下り昼行便および上り夜行便1号車のほか、多客増発時の夜行便2号車（上下とも）を担当した。その後、2001年に静岡営業所に移管された。
  - 静岡営業所 - 2001年に新居町営業所から移管され、豊橋鉄道と隔日で運行を担当した。

- ジェイアールバス関東（東京支店） - 運行当初は下り昼行便・上り夜行便1号車を担当していたが、比較的早期である1993年に撤退した。
- 首都圏・愛知県、各地区内のみの利用はできなかった。

### 車両
運行当初は昼行便・夜行便とも3列シート29人乗りのスーパーハイデッカー車が使用されていた。その後2003年に車両が更新され、4列シート・トイレ付40人乗りのハイデッカー車に変更された。
なお、2003年の車両更新に際しては豊橋鉄道は新車を導入することにより、JR東海バスは東名ハイウェイバスと共通運用とすることにより対応した。